# アラバマ州議会
アラバマ州議会（アラバマしゅうぎかい、英語: Alabama Legislature）は、アメリカ合衆国アラバマ州の立法府。上院と下院で構成される両院制の議会である。
上下両院議員の任期は4年で、全員が同じタイミングで選出される数少ない州議会の一つである。直近の選挙は2018年11月6日に行われた。新議会は、選挙後数日以内に行われるアラバマ州務長官による選挙結果の証明が行われた後、直ちに就任する。

## 法的規定
アラバマ州代議院はアラバマ州議会の下院であり、アラバマ州元老院はアラバマ州議会の上院である。両院とも、憲法によりアラバマ州議会で毎年招集される必要がある。 4年ごとの選挙の年（例：2018年）には、1月の第2火曜日に招集される。 4年ごとの選挙の年の翌年（例：2019年）には、3月の第1火曜日に招集される。 4年ごとの選挙の2年目と3年目（例：2020年と2021年）には、州議会は2月の第1火曜日に招集される 。
その会議の開催日から、下院は105日のうち、少なくとも30日の間会合を開かなければならない 。
議会は特別会議を招集することはできないが、州知事の権限で特別会議が開催される場合には、3分の2の投票で特別会議の議題を決定することができる。アラバマ州議会の特別会議の期間は30日間にわたり、そのうち12日間開催される 。

## 上院
アラバマ州議会元老院は、アラバマ州議会の上院である。州内の同数の選挙区を代表する35人の議員で構成され、各選挙区には少なくとも127,140人の市民が含まれる。上院は下院と同様、任期制限がなく、任期は4年である。

## 下院
アラバマ州代議院はアラバマ州議会の下院である。下院は同数の選挙区を代表する105人の議員で構成され、各選挙区には少なくとも42,380人の市民が含まれる。